# Transformice
Transformice is een online platformbrowserspel dat is ontworpen door Jean-Baptiste Lemarchand (alias: Tigrounette) en Mélanie Christin (alias Melibellule). Het spel bestaat sinds 1 mei 2010. Sinds april 2012 heeft het spel ook een Nederlandstalige server.

## Gameplay
In het spel bestuurt de speler een muis door middel van de pijltjestoetsen. Het spel bestaat uit verschillende modi. Spelers verzamelen zich in kamers met een bepaalde spelmodus. In de kamers worden achter elkaar mappen geladen die door alle online spelers in de kamer tegelijk gespeeld kunnen worden. Het duurt maximaal twee minuten voordat er een nieuwe ronde start en er een nieuwe map geladen wordt. Het hoofddoel van het spel is het verkrijgen van kaas. Deze kan de speler verdienen door het holletje in te gaan. De verdiende kaas kan in de winkel worden gebruikt om kleding en andere voorwerpen te kopen voor de muis waarmee gespeeld wordt. Hieronder volgt een overzicht van de verschillende spelmodi.
Standaard
De normale of standaard spelmodus is meeste bekende modus op het spel. Bij het inloggen op de website komt een speler meestal binnen in een normale kamer; dit is een kamer zonder speciaal voorvoegsel. Vaak bestaan de kamers uit nummer, zoals kamer 1 en kamer 2.
In de normale modus moet de speler de muis naar de kaas leiden en vervolgens de kaas naar het holletje brengen. Om dit te doen moet de speler de obstakels in de map overbruggen. Om hierbij te helpen heeft er elke map één muis speciale krachten. Deze muis wordt de Sjamaan genoemd. De Sjamaan kan met voorwerpen een weg naar de kaas en het holletje bouwen om zo de muizen te helpen. Lees meer over de Sjamaan onder het kopje Sjamaan. Verschillende soorten mappen worden in de standaard modus afgewisseld; artmappen, technische mappen, vanilla mappen (zie het kopje 'vanilla') en overige mappen. Eens in de zoveel tijd is er ook een racing map, waarbij geen Sjamaan aanwezig is. Racing mappen kunnen in principe altijd zonder de hulp van een Sjamaan behaald worden. Ze worden altijd gevolgd door een dubbele Sjamaan map, waarbij in plaats van één Sjamaan twee Sjamanen de muizen kunnen helpen. Vaak gaat het hierbij om mappen waarbij veel gebouwd moet worden om naar de kaas en het holletje te komen. Verder zijn er ook nog eventmappen; dit zijn speciale mappen rondom een event zoals Kertmis en Pasen.
Racing
De racing modus bestaat uitsluitend uit racing mappen (m.u.v. eventmappen). Racingmappen duren tot tegenstelling van normale mappen 1 minuut. In de racing modus is er geen Sjamaan aanwezig. Alle racingmappen zijn zonder Sjamaan te behalen, maar vergen meer vaardigheden van de speler. De punten van de muizen binnen de kamer worden nog steeds opgeteld zoals in het Sjamaan systeem, maar na een ronde van 10 mappen komen de punten weer op 0 te staan. Racing mappen zijn over het algemeen iets lastiger dan de normale mappen, maar door de snelheid waarop de verschillende rondes elkaar opvolgen wordt de racing modus vaak gezien als een makkelijke manier om veel kaas en firsts te verdienen. Als de speler als eerste het holletje binnengaat krijgt deze een first. Door veel first te halen kan de speler verschillende titels vrijspelen.
Vanilla
In de vanilla modus worden alleen de oorspronkelijke mappen die gemaakt zijn door de makers van het spel geladen. Deze mappen zijn voor het algemeen erg basic. Om deze reden én omdat het aantal verschillende vanilla mappen erg beperkt is, is de vanilla modus een erg makkelijke modus en zeer geschikt voor beginners. Ook gaan er geruchten dat eventmappen vaker in de vanilla modus zouden verschijnen.
Bootcamp
Bootcamp is de lastige spelmodus in het spel. Deze modus bestaat uitsluitend uit moeilijke mappen met veel precisiewerk waarvoor de speler over vaardigheden moet beschikken zoals klimmen (wall-jumping) en hoekspringen (corner-jumping). Bij een klein foutje gaat de speler dood. Na het doodgaan verschijnt de speler weer opnieuw op de startplaats. Elke ronde duurt 5 minuten en de speler kan binnen deze tijd oneindig opnieuw pogingen doen om de map te behalen.
Survivor
De survivor of overlevingmodus wijkt enigszins af van de andere modi doordat het doel van deze modus anders is. In deze modus moet de Sjamaan de andere muizen niet helpen, maar juist proberen te vermoorden. Dit kan de Sjamaan doen door middel van voorwerpen waaronder kanonnen. De andere muizen moeten juist proberen tot het einde van de map in leven te blijven, vandaar de naam overlevingsmodus. Als een muis aan het einde van de map nog leeft krijgt deze kaas en 10 punten voor het Sjamaansysteem.
Defilante
In deze modus maakt de speler gebruik van verschillende muntjes om het einde van de map te behalen. Deze muntjes zijn springmuntjes, snelheidsmuntjes, +1 muntjes en doodshoofdmuntjes. Deze laatste muntjes moet de speler ontwijken. De mappen zijn langer dan normale mappen en bewegen met de speler mee. Als de speler niet snel genoeg naar rechts beweegt zal de map de speler 'inhalen' en gaat de speler dood. Tijdens de map moet de speler zoveel mogelijk +1 muntjes pakken. Wie er na tien rondes de meeste punten heeft, wint de spelronde.
Music
Musicrooms of muziekkamers zijn kamers waarin de speler door middel van een YouTube-link (muziek)video's af kan spelen binnen in de mappen. De mappen zijn speciaal aangepast en hebben een speciale ruimte om de video's af te spelen. Spelers vragen liedjes aan door een link achter te laten. Deze liedjes vormen vervolgens een afspeellijst waarbij alle spelers aan de beurt komen. Pas nadat een aangevraagde video gespeeld heeft kan de speler een nieuwe video aanvragen.
De gameplay in de muziekkamers wijkt verder niet af van de standaard kamers.
Overig
Er bestaan nog meer, minder bekende spelmodi. Om deze te bereiken moet de speler naar een overzicht van alle spelmodi gaan. Omdat de andere spelmodi vaak weinig gespeeld worden, is er vaak alleen een internationale kamer beschikbaar, die vanaf alle verschillende servers bezoekt kan worden.

## Sjamaan
De Sjamaan helpt de andere muizen bij het behalen van de kaas. Dit doet de Sjamaan door een weg te bouwen met behulp van verschillende voorwerpen. Deze voorwerpen zijn planken, dozen, ballonnen, kanonnen, ballen, geesten (spirits), aambeelden en pijlen. De voorwerpen kunnen aan elkaar vast gemaakt worden met spijkers. Er bestaan verschillende soorten spijkers:
Rode spijkers zorgen ervoor dat een voorwerp op dezelfde plek blijft zweven. Natuurkunde speelt hierbij geen rol.
Gele spijkers maken twee verschillende voorwerpen aan elkaar vast in de door de speler aangegeven positie. Zwaartekracht speelt hierbij geen rol.
Blauwe/groene spijkers maken twee verschillende voorwerpen aan elkaar vast. Hierbij speelt de zwaartekracht echter wel een rol; als voorwerpen nergens op kunnen leunen zullen ze naar beneden vallen.
In een kamer is een Sjamaan puntensysteem. Voor elke kaas die een speler naar het holletje brengt krijgt de speler 10 punten. De eerste speler die het holletje binnengaat krijgt 16 punten, de tweede speler 14 punten en de derde speler krijgt 12 punten. Als een muis doodgaat krijgt deze één punt. Wie de meeste punten heeft wordt in de volgende ronde Sjamaan. Na deze ronde wordt het puntenaantal van de speler weer teruggezet op 0, waardoor er een anders speler bovenaan in de lijst komt te staan. Er zijn drie verschillende Sjamaanmodi:
Normale modus
In deze modus kan de Sjamaan gebruik maken van alle voorwerpen en spijkers.
Moeilijke modus
In deze modus kan de Sjamaan niet gebruik maken van de rode spijkers en van geesten (spirits). Wel kan de Sjamaan een totum ontwerpen en deze tijdens elke map gebruiken. De totum kan één rode spijker bevatten. De speler kan de totem op elk moment aanpassen en opslaan. Om de moeilijke modus vrij te spelen moet de speler 1000 reddingen gehaald hebben.
Goddelijke modus
In deze modus kan de Sjamaan geen gebruik maken van rode en gele spijkers, geesten (spirits) of een totum. Alleen de blauwe/groene spijkers kunnen worden gebruikt. Dit zorgt ervoor dat de speler rekening moet houden met de zwaartekracht en veel creatiever moet zijn bij het bouwen van een weg. De goddelijke modus wordt vrijgespeeld na het behalen van 5000 reddingen.

## Vaardigheden
Sinds 28 juni 2013 kent het spel ook vaardigheden. Tijdens het spelen van het spel behaald de speler vaardigheidspunten; voor het halen van een first 16 punten, voor het behalen van de kaas 10 punten en voor elke redding 10 punten. Na een bepaald aantal vaardigheidspunten behaald te hebben gaat de speler een level omhoog. Voor elk levelpunt kan de speler een nieuwe vaardigheid kiezen. Deze vaardigheden kunnen als Sjamaan gebruikt worden bovenop de voorwerpen die de Sjamaan al standaard heeft. Voorbeelden van vaardigheden zijn de springveer, die ervoor zorgt dat muizen omhoog kunnen springen, de vliegvaardigheid waardoor de Sjamaan kan vliegen en de teleporteervaardigheid waardoor de Sjamaan muizen van plaats kan laten veranderen. Voor elk level moet de Sjamaan steeds meer vaardigheidspunten behalen waardoor het levelen naarmate de tijd verstrijkt steeds langer duurt.

## Online contact
Naast de mogelijk om in verschillende spelmodi te spelen, is er ook de mogelijkheid met andere online spelers te praten. In elke kamer is een kamerchat die iedereen die in dezelfde kamer aanwezig is kan lezen. Ook is er de mogelijkheid om spelers toe te voegen aan een vriendenlijst en in privé met spelers te praten. Dit laatste wordt fluisteren genoemd en kan door de speler aan te klikken in de vriendenlijst of door /c[naam speler] te typen voor het bericht. Er is zelfs de mogelijkheid voor spelers om met elkaar te trouwen op het spel. 
Stammen
Een belang aspect van het online contact op Transformice is het deel uitmaken van een stam. Stamleden hebben een eigen stamkamer en een eigen stamchat die kan worden bereikt door /t voor een bericht te zetten. Spelers kunnen zelf een stam oprichten of een stam joinen. Om een speler aan een stam toe te voegen moet de speler door een huidig stamlid worden uitgenodigd en deze uitnodiging accepteren. In een stam hebben de spelers verschillende rangen. Elke stam heeft anderen rangen en de verdeling hiervan wordt door de eigenaar van de stam bepaald. Ook de bevoegdheden per rang, zoals het uitnodigen van nieuwe leden of het spelen van muziek in het stamhuis, worden door de eigenaar van de stam bepaald. 
Moderatoren
Om ervoor te zorgen dat de spelers zich fatsoenlijk naar elkaar gedragen zijn er moderatoren aangesteld die toezicht houden op het gedrag van de spelers. Spelers kunnen wangedrag van andere spelers rapporteren waarna de moderatoren dit te zien krijgen. Moderatoren kunnen spelers de mogelijkheid te chatten tijdelijk afnemen (muten) of zelfs de speler helemaal van het spel bannen voor een aantal uur of permanent. Ook hacken wordt aangepakt door de moderatoren.